# SSW-DB 45/47
SSW-DB 45/47 – typ niemieckiego trolejbusu wytwarzanego w latach 1945–1947 w zakładach Daimler-Benz, Schumann i AEG dla systemu trolejbusowego w Berlinie. Łącznie wyprodukowano 15 trolejbusów. Wszystkie egzemplarze eksploatowano do 1965 r. Do dziś zachował się tylko jeden, który znajduje się w zasobach Denkmalpflege-Verein Nahverkehr Berlin i jest pojazdem historycznym w Eberswalde.

## Konstrukcja
SSW-DB 45/47 to trzyosiowy, wysokopodłogowy, jednoczłonowy trolejbus. Podwozie wyprodukował Daimler-Benz, nadwozie Schumann a wyposażenie elektryczne AEG. Z prawej strony nadwozia zamontowano dwoje jednopłatowych drzwi. Przód trolejbusu charakteryzuje się dzieloną szybą przednią i dwoma okrągłymi reflektorami umieszczonymi w niewielkiej odległości od zderzaka.

## Dostawy
| Państwo                   | Miasto         | Lata dostaw    | Liczba | Numery taborowe |             |
| ------------------------- | -------------- | -------------- | ------ | --------------- | ----------- |
| Okupacja aliancka Niemiec | Berlin         |                | 15     | 1212–1226       | [ 1 ] [ 3 ] |
| Łączna liczba:            | Łączna liczba: | Łączna liczba: | 15     |                 |             |